# Чорний коридор
Чорний коридор (рос. Чёрный коридор) — радянський художній фільм 1988 року, знятий на кіностудії «Мосфільм» за по повістю В. Тендрякова «60 свічок».

## Сюжет
Учитель історії в день свого ювілею отримує анонімний лист, в якому його називають «осередком громадської зарази» і погрожують вбивством. Страх і питання «за що?» нагадують йому про те, що майже забуте. Вперше такий страх він пережив, коли відрікся від свого шкільного вчителя. Це було перша зрада…

## У ролях
- Інокентій Смоктуновський — Микола Степанович Єчевін, вчитель історії
- Володимир Ільїн — Сергій Кропотов, колишній учень, месник
- Іон Унгуряну — Іван Семенович Граубе, учитель
- Ольга Кабо — Таня Граубе
- Костянтин Каретников — Коля Єчевін
- Сергій Гармаш — Іван Суков, секретар комсомолу
- Раїса Куркіна — дружина Єчевіна
- Ірина Феофанова — Віра Єчевіна, дочка Миколи Степановича
- Марія Морєва — Таня Граубе в дитинстві
- Євген Хайдуков — Коля Єчевін в дитинстві
- Інна Виходцева — завуч школи
- Михайло Рогов — директор школи
- Олексій Весьолкін — Леденьов
- Федір Стуков — Льова Бочаров, учень
- Юрій Лактіонов — епізод
- Володимир Востріков — Микола Миколайович Фомін
- Світлана Смехнова — епізод
- Ігор Попенко — епізод
- Таїсія Попенко — епізод
- Галина Єфанова — епізод
- Павло Сиротін — батько
- Віталій Ляшенко — епізод
- Олександр Мурашко — епізод
- Юрій Терентьєв — епізод
- Андрій Степін — епізод
- Ігор Вєтров — конвойний
- Сергій Максимов — епізод
- Олексій Маслов — Єлькін

## Знімальна група
- Режисер — Вадим Дербеньов
- Сценаристи — Анатолій Горло, Наталія Асмолова, Вадим Дербеньов
- Оператор — Олег Мартинов
- Композитор — Володимир Чернишов
- Художник — Юрій Лактіонов